# Simulium jasgulemum
Simulium jasgulemum är en tvåvingeart som beskrevs av Chubareva 2000. Simulium jasgulemum ingår i släktet Simulium och familjen knott. Inga underarter finns listade i Catalogue of Life.